# Collegiata di Santa Maria Assunta (Belmonte Calabro)
La collegiata di Santa Maria Assunta in Cielo è un luogo di culto cattolico di Belmonte Calabro, in provincia di Cosenza, nell'arcidiocesi di Cosenza-Bisignano. Attualmente, è l'unica sede parrocchiale del comune.

## Storia
L'antica parrocchiale di Belmonte era la piccola chiesa del Purgatorio, ancora oggi esistente in piazza senatore Del Giudice, sorta probabilmente nel periodo in cui il borgo si andava agglomerando intorno al primordiale castello angioino, costruito da Drogone di Beaumont nel 1270-1271 su ordine di Carlo I d'Angiò. Data la ristrettezza di quel luogo di culto rispetto alle dimensioni e all'importanza raggiunta dal paese, una chiesa venne costruita probabilmente a partire dal 1586 nell'area già sede della curia o municipio cittadino, prossima al castello, per volontà di Carlo Ravaschieri, il quale peraltro vi fu seppellito nel 1603 dopo la prematura morte.
A partire dal 1620 circa nella chiesa ebbe sede la locale Confraternita del Santissimo Sacramento. Questa istituzione, grazie alle rendite garantite da varie donazioni, provvedeva a fornire ogni anno la dote a una ragazza povera ma onesta, ma soprattutto gestiva il monte di pietà, istituito dallo stesso Carlo Ravaschieri.
Nel 1753 la parrocchia fu elevata ad arcipretura, mentre il 16 luglio 1759, giorno della festa della Beata Vergine Maria del Monte Carmelo compatrona di Belmonte, il vescovo di Tropea Felice Paù annunciò l'istituzione della chiesa in collegiata, con un capitolo di venti canonici. Tuttavia, il capitolo durò poco, poiché non provvisto delle autorizzazioni regie e pontificie, e ben presto rimase lettera morta.
L'attuale aspetto della collegiata è dovuto ai restauri del 1761, compiuti dai fratelli Gesummaria, stuccatori.

## Descrizione

### L'esterno
Il portale principale su largo Duomo risale alla fine del Cinquecento, è in tufo, con arco a sesto acuto, e presenta ai due lati il motivo ornamentale del triscele, o delle tre gambe.
Il campanile, di notevole altezza, crollò nel terremoto del 1905, e fu ricostruito più basso, e peraltro privo dell'originario orologio.

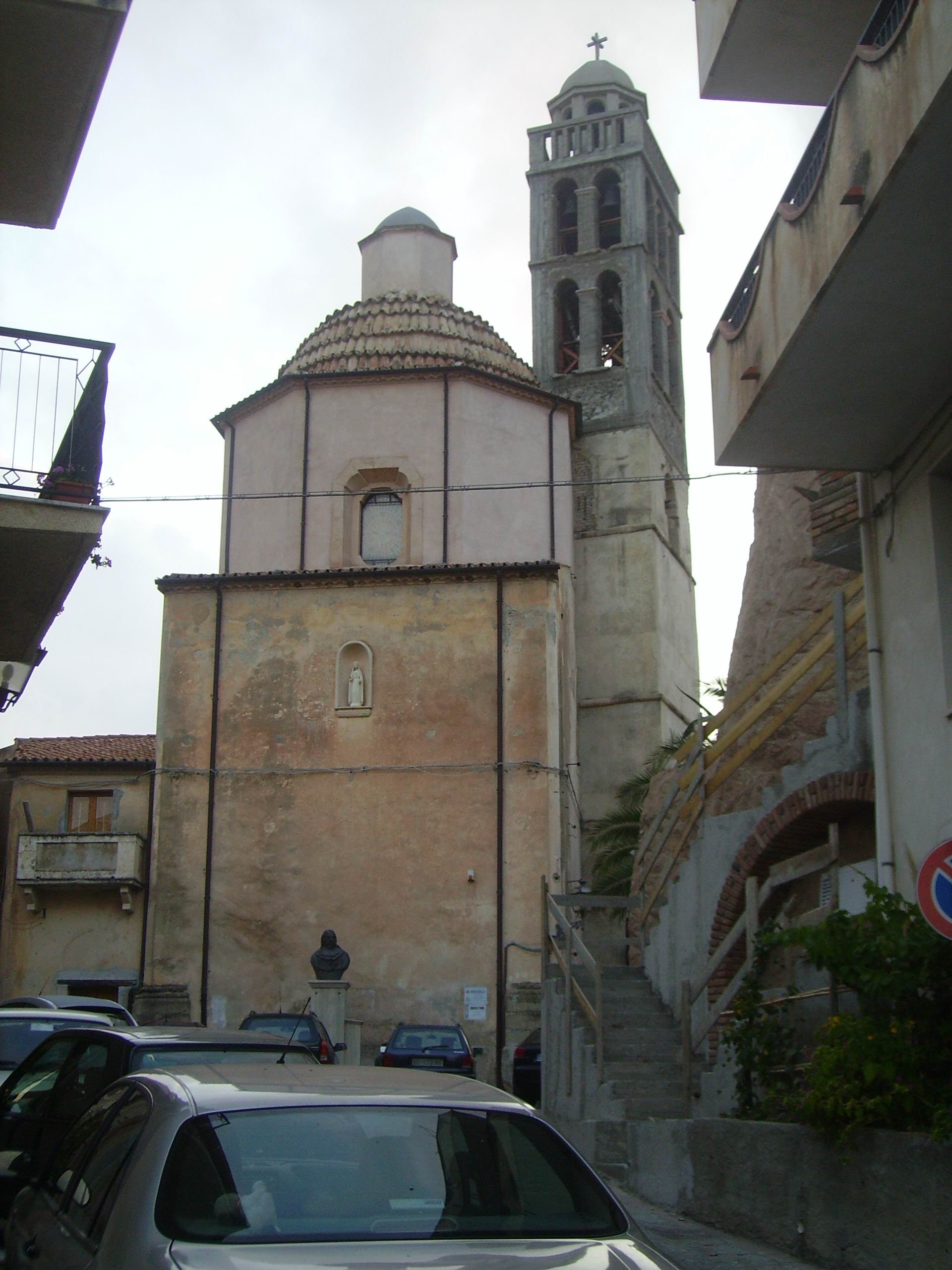
La parte absidale su piazza Galeazzo di Tarsia.
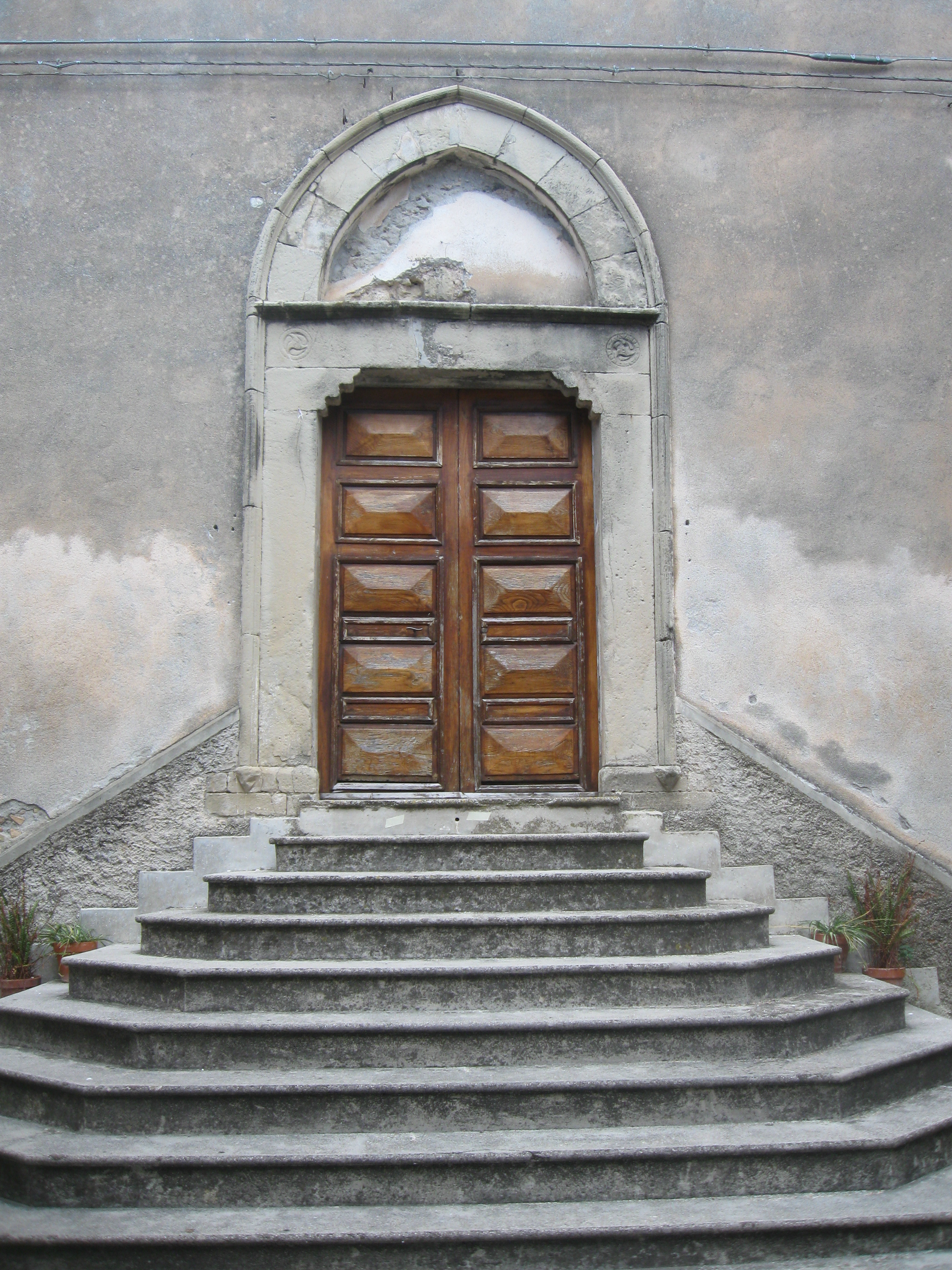
Il portale principale su largo Duomo (agosto 2010).
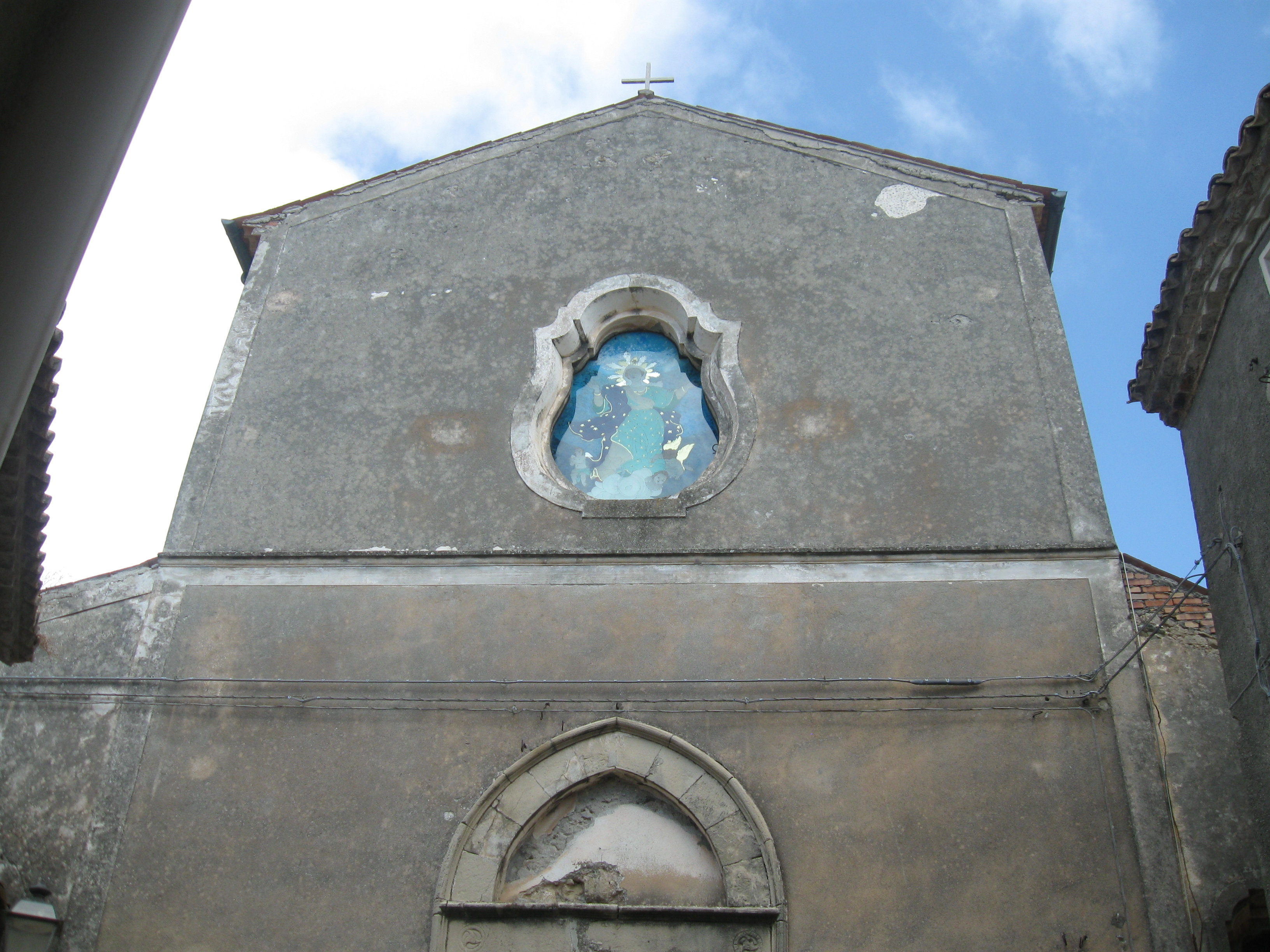
La parte superiore della facciata su largo Duomo (agosto 2010).

### L'interno
L'altare maggiore e la sua balaustra, entrambi in marmi policromi, sono un dono del 1856 di Bonaventura Barone, il cui stemma di famiglia è riportato sul cancelletto di ferro battuto della balaustra. Il Barone nella stessa circostanza fece anche rifare l'altare a l'analoga balaustra dell'altare laterale del Santissimo Sacramento.
Il quadro dell'altare maggiore è una Assunzione di Maria Vergine in Cielo di Francesco Basile, di Borgia, databile al 1794-1795. La tela dell'altare del Santissimo Sacramento è invece una Ultima Cena ad olio di Nicola Domenico Menzele, di Trani, datata 1777.
Il pulpito, posto sulla destra del presbiterio e sorretto da una colonnina posticcia, è stato fatto restaurare nel 1737 dall'allora sindaco Daniele Bossio, e reca dipinto ad olio sul fronte lo stemma di Belmonte, una palma tra due torri sopra tre collinette.
I dipinti che decorano il soffitto della navata sono del 1950, opera di Saverio Presta, artista attivo in varie chiese del Cosentino. I tre riquadri ovali rappresentano San Bonaventura che benedice Belmonte, Pio XII benedicente i cinque continenti, San Francesco di Paola che guarisce il barone di Belmonte Giacomo di Tarsia. Alla stessa mano sono riferiti i Quattro evangelisti raffigurati alla base della cupola. Sotto il pavimento della navata si trovano una cinquantina di fosse scavate nella roccia e profonde circa 4 metri, in cui venivano seppelliti i morti.

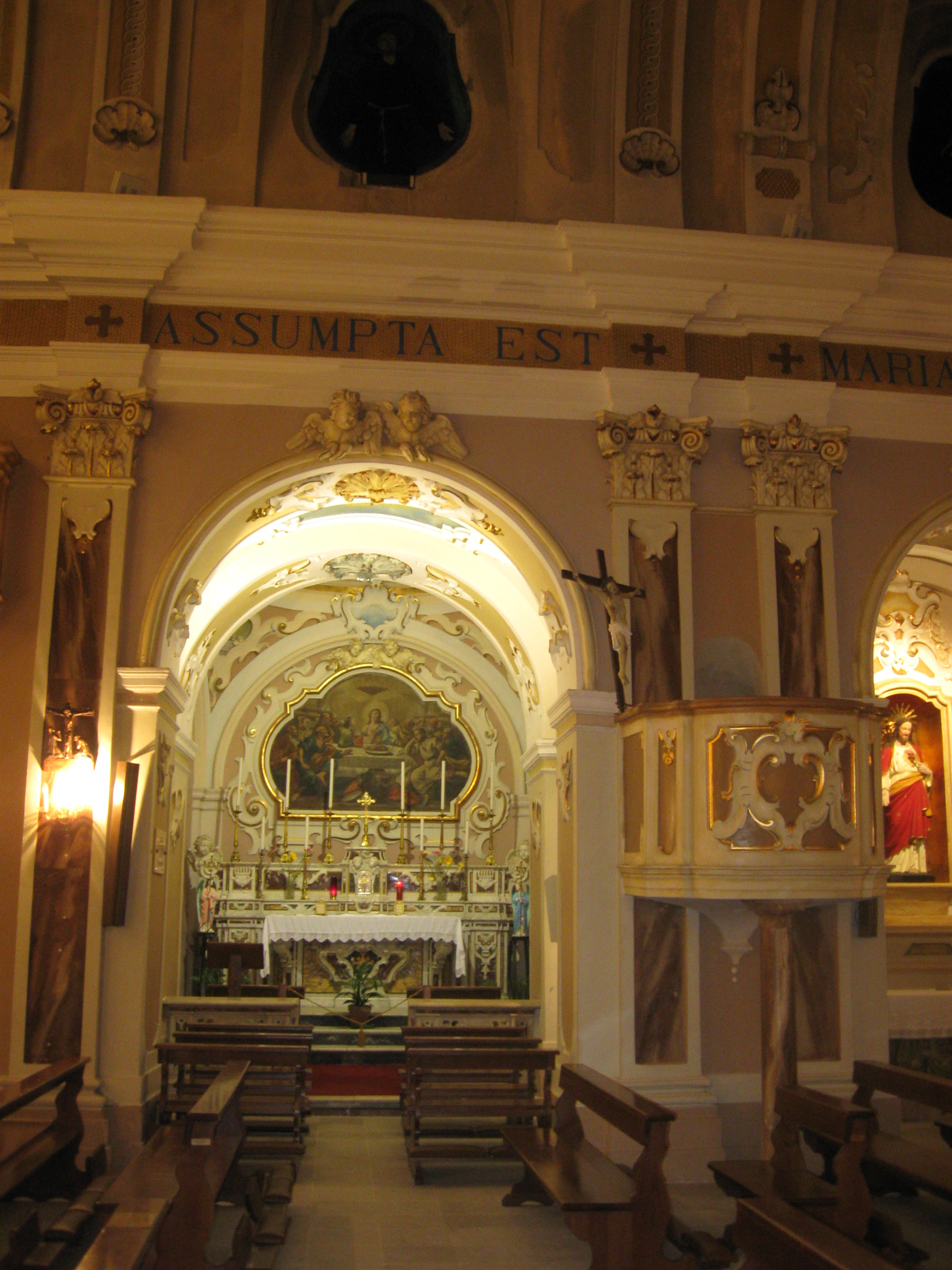
La cappella del Santissimo Sacramento.
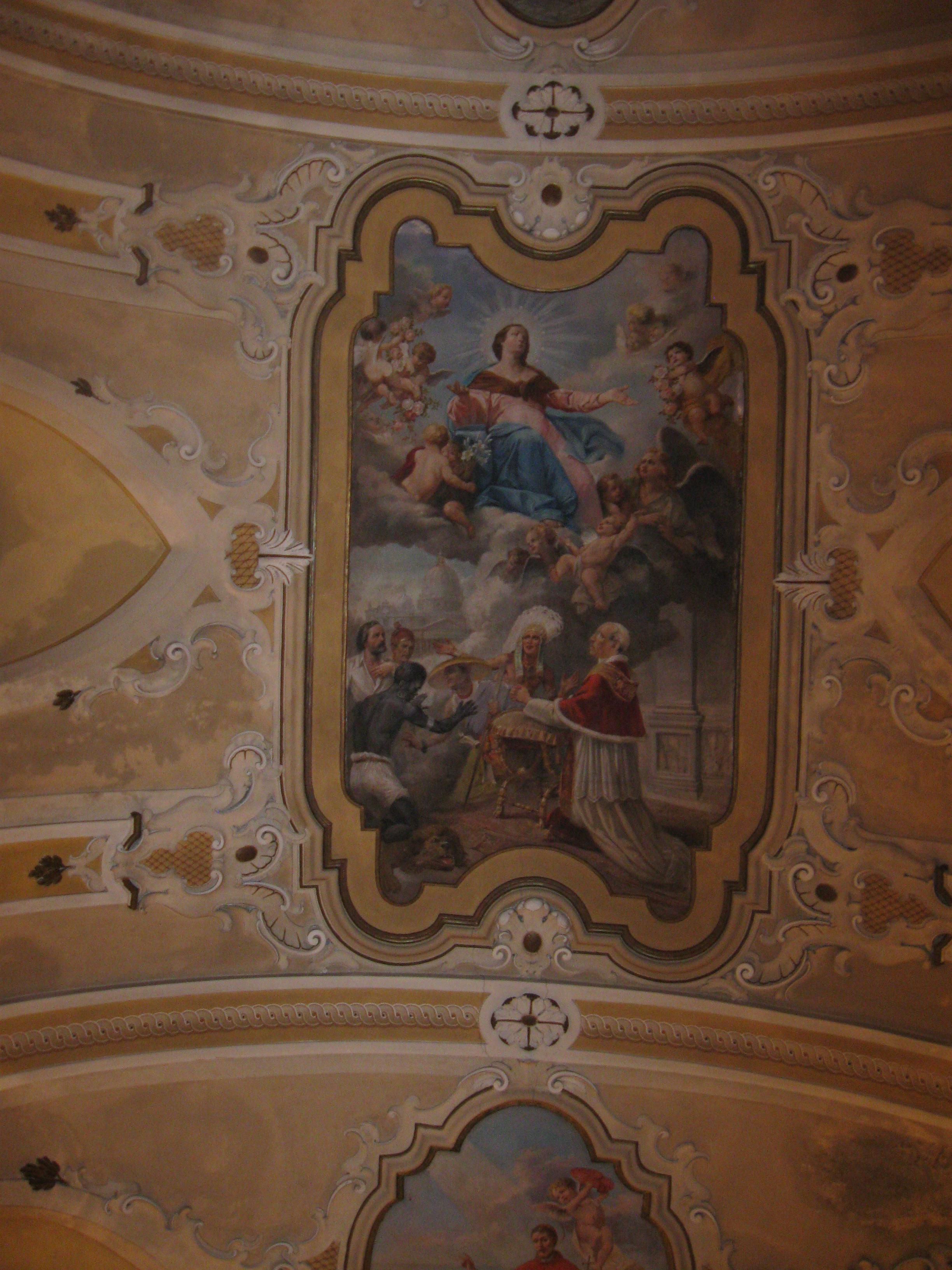
Pio XII benedicente i cinque continenti (Saverio Presta, 1950), lunotto centrale della volta della navata.

## La parrocchia

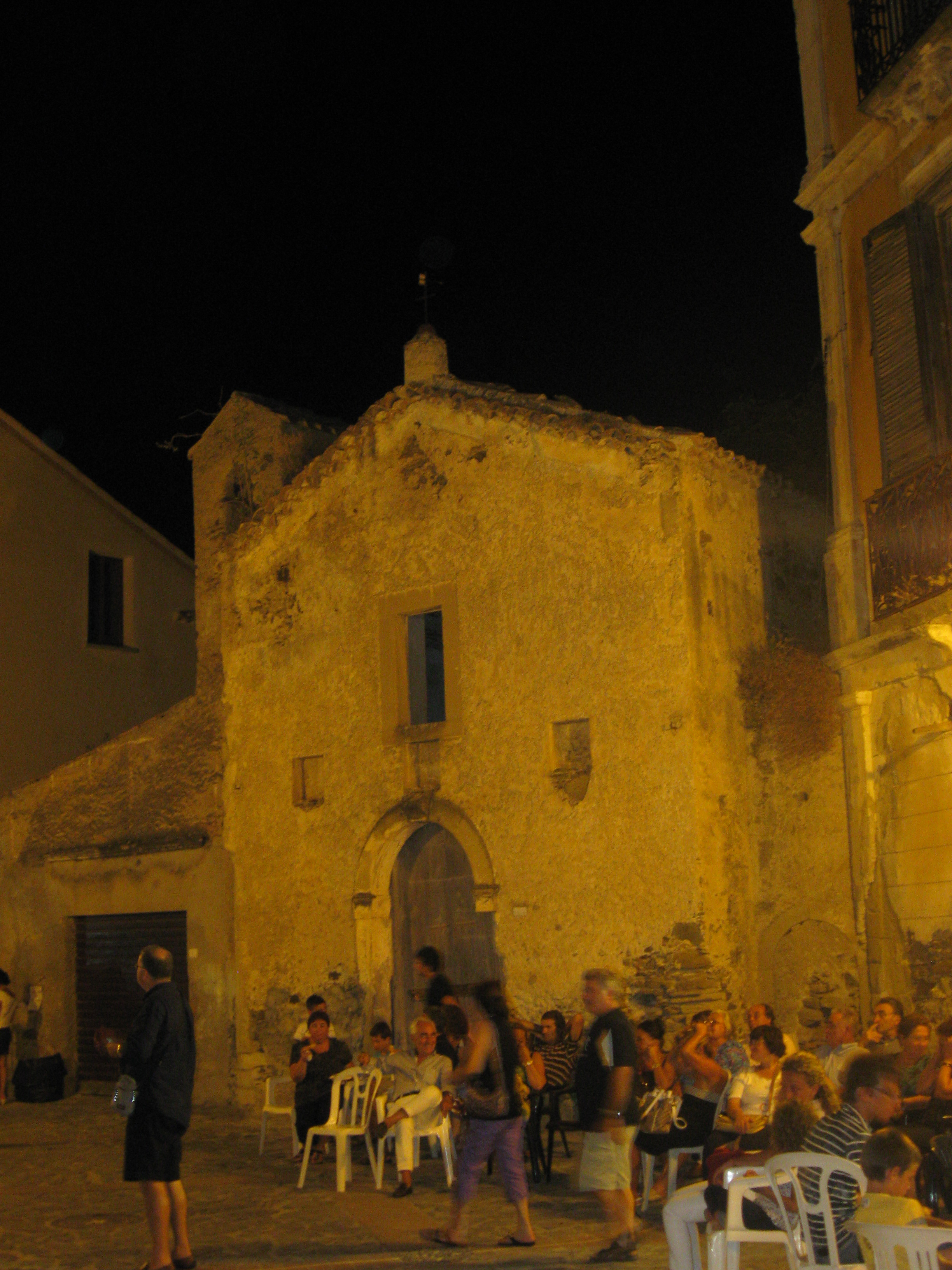
La chiesa del Purgatorio, antica parrocchiale di Belmonte, come si presenta oggi (luglio 2009).
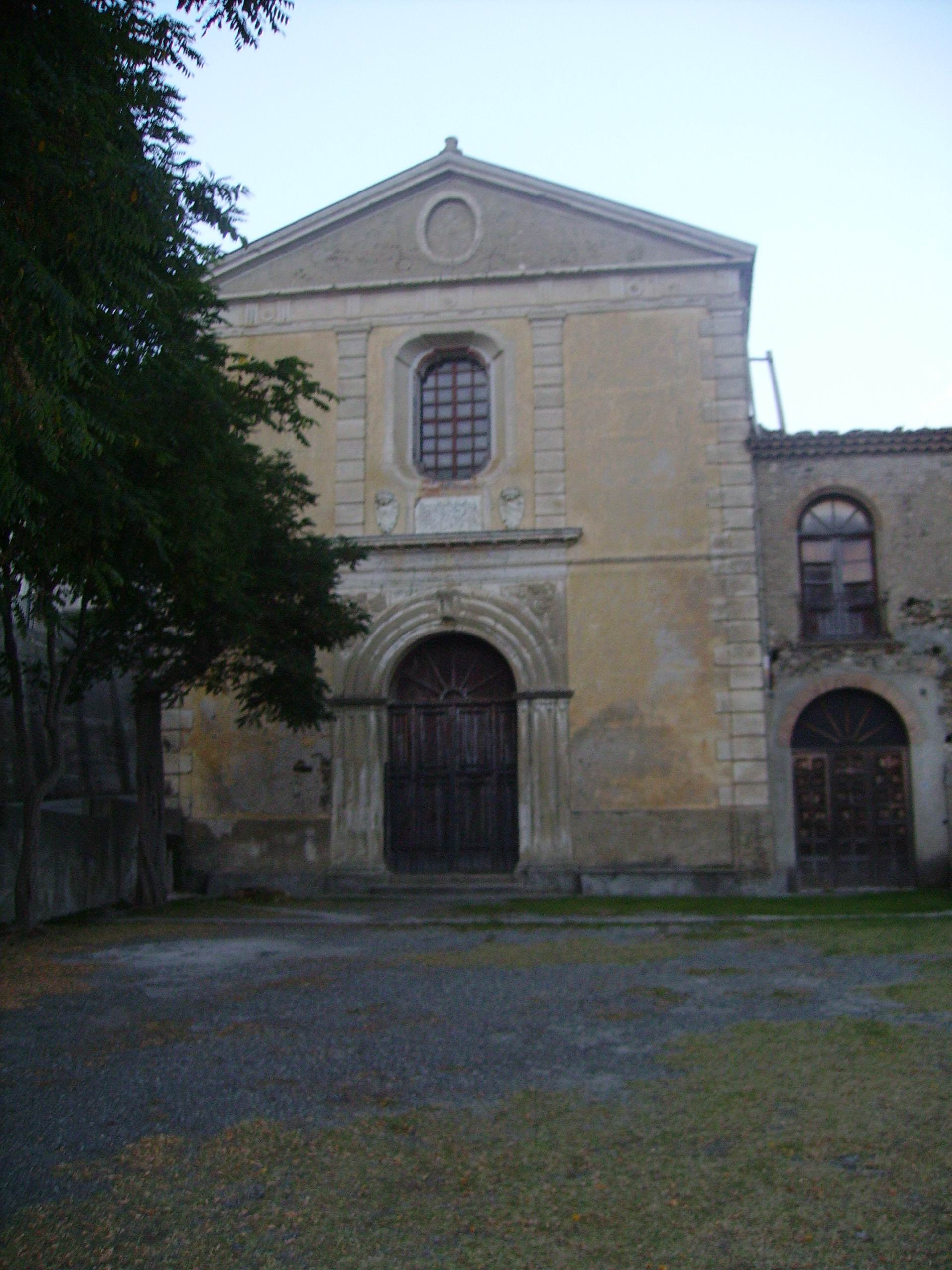
La chiesa del Carmine, annessa all'ex-convento carmelitano attiguo.
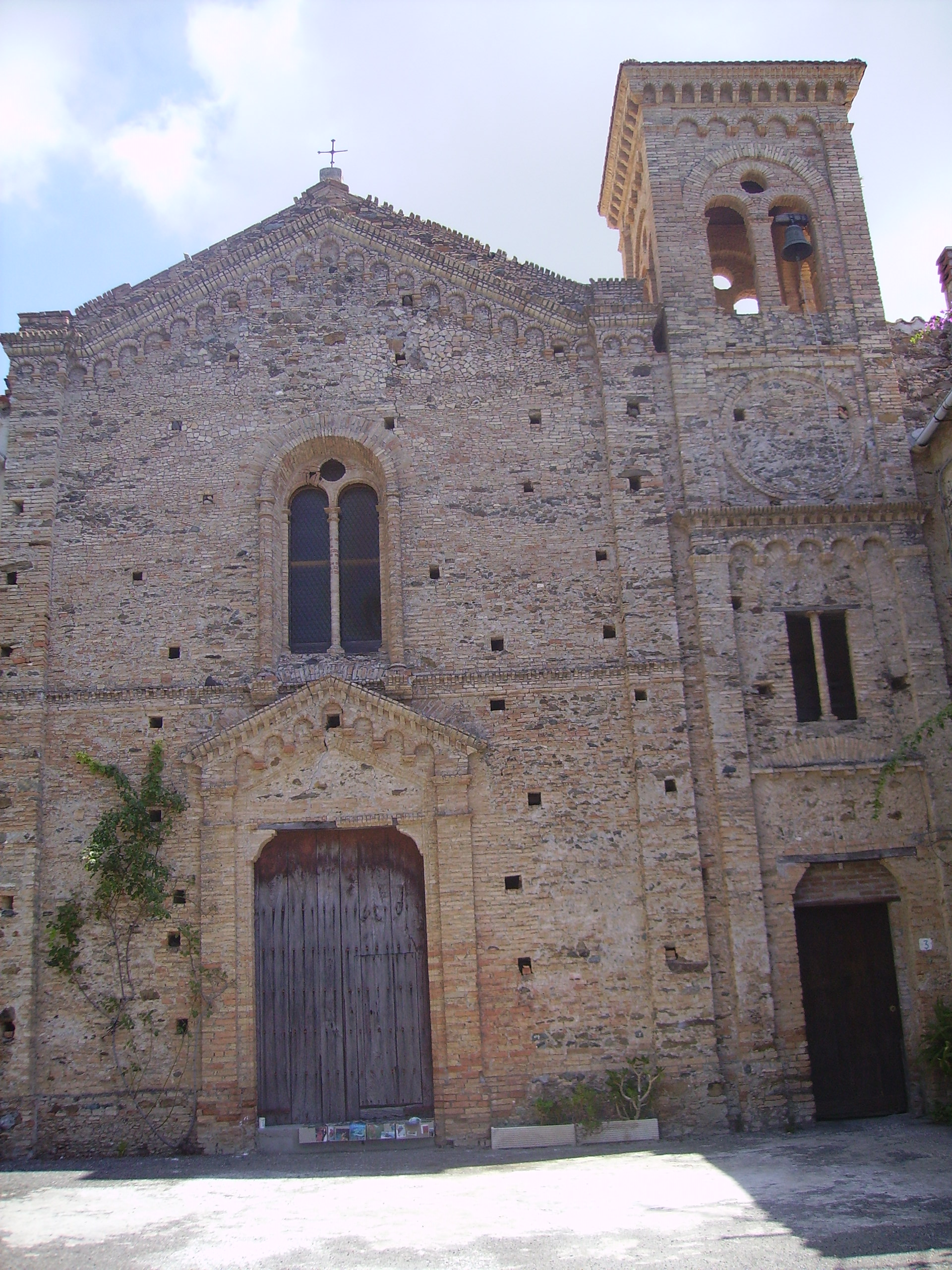
La chiesa di San Giuseppe, annessa all'ex-convento dei padri Cappuccini.